# Guglielmo Segato
Guglielmo Segato (Piazzola sul Brenta, Pàdua, 23 de març de 1906 - Motta di Livenza, Treviso, 19 d'abril de 1979) va ser un ciclista italià que fou professional a primers dels anys 30 del segle xx.
Abans, com a ciclista amateur, aconseguí els seus principals èxits esportius en guanyar dues medalles als Jocs Olímpics de Los Angeles de 1932, una d'or en la prova de contrarellotge per equips, formant equip amb Giuseppe Olmo i Attilio Pavesi; i una de plata en la contrarellotge individual.
En la seva etapa com a professional sols destaca una 33a posició al Giro d'Itàlia de 1933.